# Garrulax albogularis
Garrulax albogularis е вид птица от семейство Leiothrichidae.

## Разпространение
Видът е разпространен в Бутан, Виетнам, Индия, Китай, Непал и Пакистан.